# Olympische Geschichte Armeniens
| Gelbes Symbol für Goldmedaillen mit stilisierten Olympischen Ringen | Graues Symbol für Silbermedaillen mit stilisierten Olympischen Ringen | Braundes Symbol für Bronzemedaillen mit stilisierten Olympischen Ringen |
| ------------------------------------------------------------------- | --------------------------------------------------------------------- | ----------------------------------------------------------------------- |
| 2                                                                   | 11                                                                    | 9                                                                       |

Das NOK Armeniens, das Nationale Olympische Komitee Armeniens, wurde 1990 gegründet und 1993 vom IOC anerkannt. Armenien nimmt seit 1994 an allen Olympischen Spielen, Winter- und Sommerspiele, teil. Es ist eines der wenigen Länder, dessen Olympiadebüt bei Winterspielen stattfand. Sportler aus Armenien traten in der Zeit der Sowjetunion von 1952 bis 1988 für die sowjetische Olympiamannschaft an. 1992 waren armenische Sportler in die Mannschaft der GUS integriert. Jugendliche Sportler nahmen an allen bislang ausgetragenen Olympischen Jugendspielen im Sommer und Winter teil.
Bei den Olympischen Spielen von Stockholm gingen mit Vahram Papazyan und Mığır Mığıryan zwei ethnische Armenier für das Osmanische Reich an den Start.

## Übersicht

### Sommerspiele
Armenien trat als unabhängiger Staat erstmals 1996 bei Olympischen Sommerspielen an. Die Athleten nahmen in den Sportarten Leichtathletik, Boxen, Gewichtheben, Ringen, Judo, Schießen, Schwimmen, Wasserspringen, Radsport, Turnen und Tennis teil. Bei folgenden Sommerspielen traten armenische Teilnehmer in den Sportarten Kanusport (ab 2000) und Taekwondo (ab 2012) an.
Die ersten Sommerolympioniken waren am 19. Juli 1996 die Ringer Armen Nasarjan, Agasi Manukjan, Samwel Manukjan und Lewon Gegamjan. Zwei Tage später ging mit der Schwimmerin Anusch Manukjan die erste Frau Armeniens bei Olympischen Spielen an den Start.
Die Ringer sorgten für die ersten armenischen Olympiamedaillen überhaupt. Armen Nasarjan siegte im Fliegengewicht des griechisch-römischen Stils und wurde damit Armeniens erster Olympiasieger. Im Freistil gewann Armen Mkrttschjan Silber im Halbfliegengewicht. In der Leichtathletik erreichte Armen Martirosjan das Finale im Dreisprung und wurde Fünfter.
Arsen Melikjan gewann 2000 in Sydney Bronze im Mittelgewicht des Gewichthebens. 2004 in Athen blieb Armenien ohne Medaillen. Der Gewichtheber Armen Gasarjan wurde im Federgewicht Vierter. Der Sportschütze Norair Bachtamjan belegte mit der freien Pistole Platz 4 und mit der Luftpistole Platz 7.
Eine Silber- und vier Bronzemedaillen kamen 2008 in Peking zusammen. Silber gewann der Gewichtheber Tigran Wardan Martirosjan im Halbschwergewicht, nachdem der Zweite, der Weißrusse Andrej Rybakou, Oktober 2016 wegen Dopings nachträglich disqualifiziert worden war. Die Bronzemedaillen wurden von dem Gewichtheber Geworg Dawtjan im Mittelgewicht, dem Boxer Hratschik Jawachjan im Leichtgewicht sowie den griechisch-römischen Ringern Roman Amojan im Federgewicht und Juri Patrikejew im Superschwergewicht gewonnen. Tigran Geworgi Martirosjan, ursprünglich Bronzemedaillengewinner im Leichtgewicht, wurde im August 2016 des Dopings überführt und nachträglich disqualifiziert.
Die Ringer des griechisch-römischen Stils gewannen 2012 in London eine Silber- und eine Bronzemedaille. Arsen Dschulfalakjan gewann seine Silbermedaille im Mittelgewicht, Artur Aleksanjan seine Bronzemedaille im Schwergewicht. Im Superschwergewicht des Gewichthebens der Frauen belegte Hripsime Tschurschudjan zunächst den dritten Platz und war damit die erste Frau Armeniens, die eine olympische Medaille gewinnen konnte. Im November 2016 wurde sie des Dopings überführt und nachträglich disqualifiziert.
In Rio de Janeiro 2016 schaffte der Ringer Artur Aleksanjan im Schwergewicht des griechisch-römischen Stils den zweiten Olympiasieg in der olympischen Geschichte Armeniens. Sein Teamkamerad Mihran Harutunjan gewann im Weltergewicht Silber. Zwei weitere Silbermedaillen gewannen die Gewichtheber Simon Martirosjan im Schwergewicht und Gor Minasjan im Superschwergewicht. In dieser Gewichtsklasse belegte Ruben Aleksanjan den vierten Platz. Der Turner Harutjun Merdinjan erreichte das Gerätefinale am Pauschenpferd und wurde Siebter.

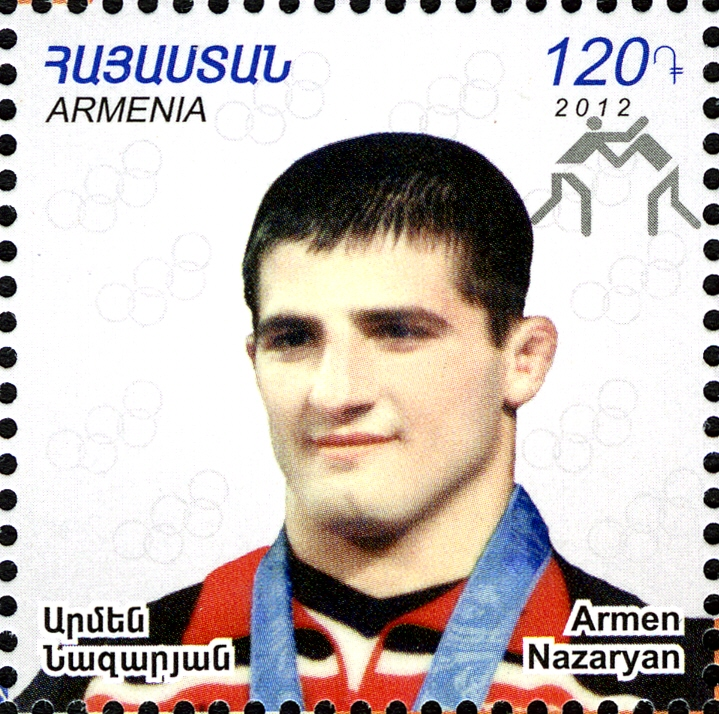
Armen Nasarjan, Armeniens erster Olympiasieger, auf einer Briefmarke von 2012
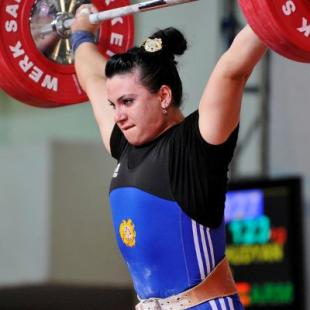
Die Dopingsünderin Hripsime Tschurschudjan verlor ihre 2012 gewonnene Bronzemedaille
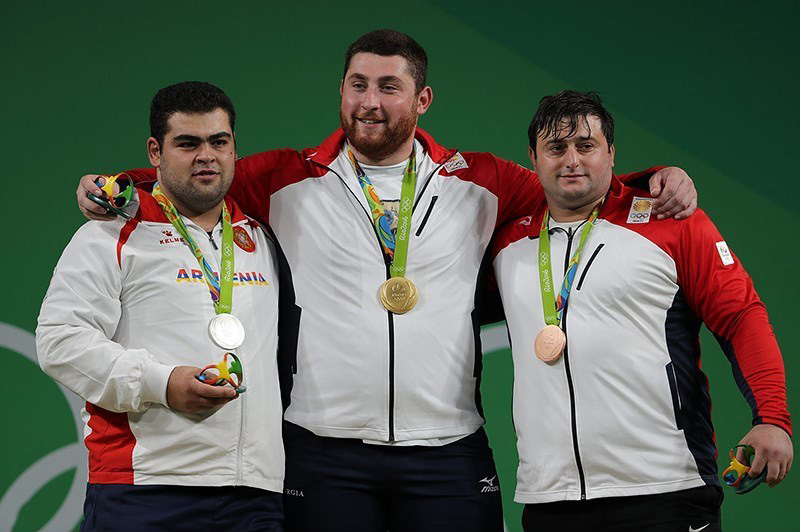
Siegerehrung 2016 im Gewichtheben: ganz links Gor Manasjan mit Silber
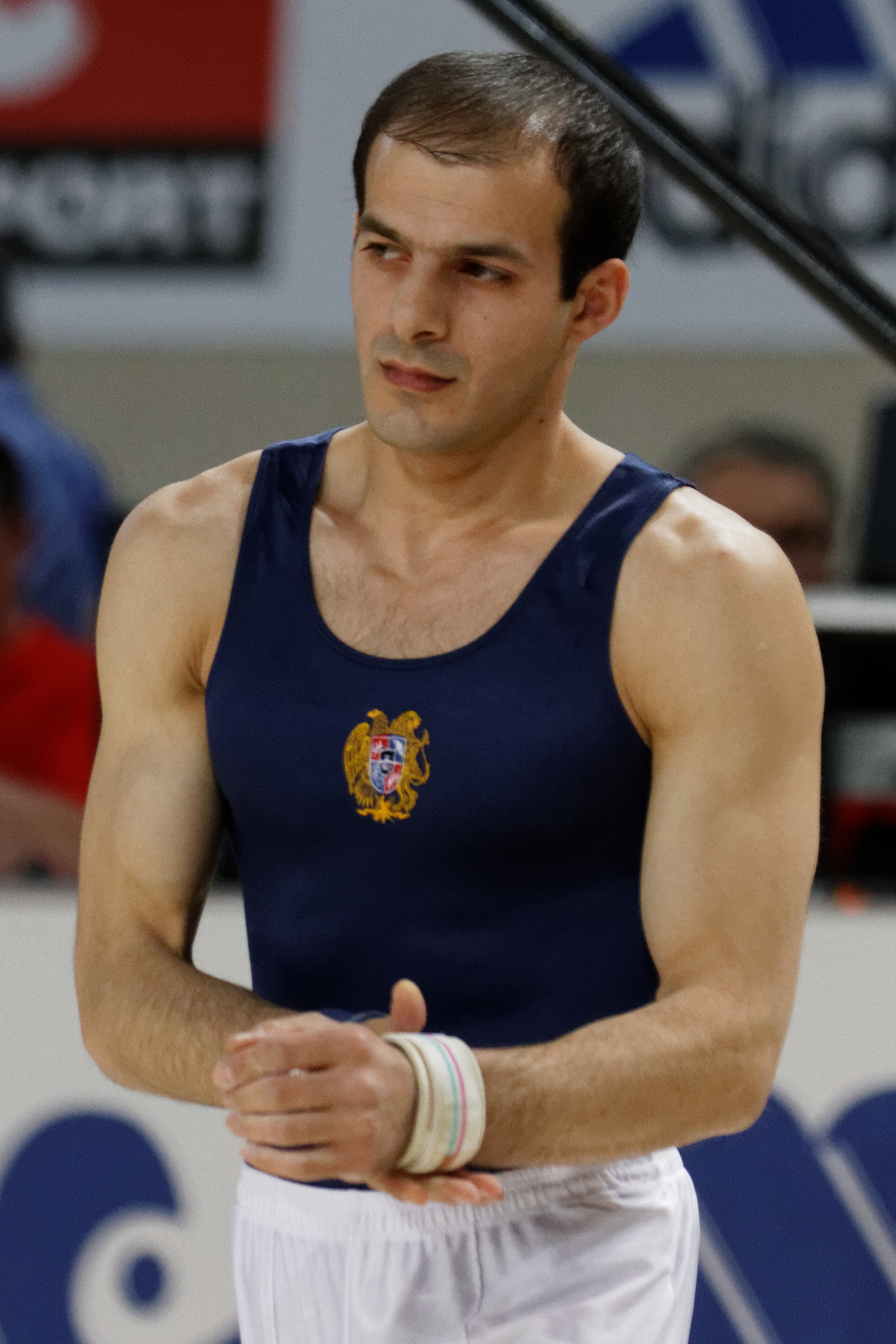
Der Turner Harutjun Merdinjan
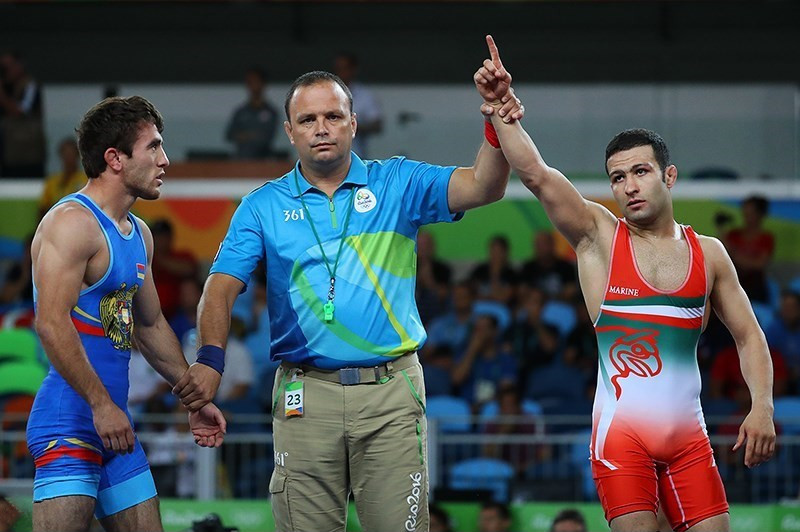
Der Freistilringer Garnik Mnatsakanjan (l.) verlor 2016 seinen Achtelfinalkampf im Federgewicht gegen den Iraner Hassan Rahimi

### Winterspiele
Das Olympiadebüt Armeniens fand 1994 in Lillehammer mit den beiden Bobfahrern Joseph Almasjan und Kenneth Topaljan, zwei gebürtigen US-Amerikanern, die am 19. Februar 1994 zu den ersten armenischen Olympioniken wurden. Die erste Frau Armeniens bei Winterspielen war am 8. Februar 1998 die Eiskunstläuferin Maria Krasilzewa. Neben Bobsport und Eiskunstlauf waren armenische Wintersportler ab 1998 im Skilanglauf, alpinen Skisport und Freestyle-Skiing vertreten.

### Jugendspiele

#### Jugend-Sommerspiele
Bei den ersten Jugend-Sommerspielen 2010 in Singapur nahmen 14 jugendliche Athleten, zwölf Jungen und zwei Mädchen, teil. Sie traten in den Sportarten Leichtathletik, Boxen, Bogenschießen, Schießen, Kanusport, Judo, Schwimmen, Wasserspringen, Turnen, Gewichtheben und Ringen an. Vier Medaillen wurden gewonnen, eine Silber- und drei Bronzemedaillen. Die Silbermedaille gewann der Gewichtheber Gor Minasjan im Superschwergewicht. Im Fliegengewicht holte Smbat Margarjan Bronze. Der Freistilringer Artak Howhannisjan gewann Bronze im Fliegengewicht, der Judoka Dawit Gasarjan im Leichtgewicht.
Auch bei den zweiten Jugend-Sommerspielen, die 2014 in Nanjing durchgeführt wurden, nahmen 14 Jugendliche teil, wieder zwölf Jungen und zwei Mädchen. Sie traten im Boxen, Ringen, Gewichtheben, Judo, Turnen, Schwimmen, Wasserspringen und Schießen an. In Nanjing konnten die ersten Jugend-Olympiasieger gefeiert werden. Gold gewannen die Gewichtheber Hakob Mkrtschjan im Mittelgewicht und Simon Martirosjan im Superschwergewicht. Silber gewannen der Sportschütze Hratschik Babajan mit dem Luftgewehr und der Ringer Sawen Mikaeljan im Leichtgewicht des griechisch-römischen Stils. Im Freistil gewannen Waginak Matewosjan im Bantamgewicht und Sargis Howsepjan im Mittelgewicht jeweils Bronze. Eine weitere Bronzemedaille gewann der Boxer Narek Manasjan im Halbschwergewicht.

#### Jugend-Winterspiele
Bei den Jugend-Winterspielen 2012 in Innsbruck nahmen zwei Mädchen und ein Junge in den Sportarten Biathlon und Skilanglauf teil. Ein Skilangläufer und eine Eiskunstläuferin bildeten Armeniens Mannschaft bei den Jugend-Winterspielen 2016 in Lillehammer. Die Eiskunstläuferin Anastasja Galustjan belegte im Einzel Platz 10.

## Übersicht der Teilnehmer

### Sommerspiele
| Jahr      | Athleten                                                | Athleten                                                | Athleten                                                | Sportarten                                              | Sportarten                                              | Sportarten                                              | Sportarten                                              | Sportarten                                              | Sportarten                                              | Sportarten                                              | Sportarten                                              | Sportarten                                              | Sportarten                                              | Sportarten                                              | Sportarten                                              | Sportarten                                              | Medaillen                                               | Medaillen                                               | Medaillen                                               | Medaillen                                               | Rang                                                    |
| Jahr      | ∑                                                       |                                                         |                                                         |                                                         |                                                         |                                                         |                                                         |                                                         |                                                         |                                                         |                                                         |                                                         |                                                         |                                                         |                                                         |                                                         |                                                         |                                                         |                                                         | Medaillen – Gesamt                                      | Rang                                                    |
| --------- | ------------------------------------------------------- | ------------------------------------------------------- | ------------------------------------------------------- | ------------------------------------------------------- | ------------------------------------------------------- | ------------------------------------------------------- | ------------------------------------------------------- | ------------------------------------------------------- | ------------------------------------------------------- | ------------------------------------------------------- | ------------------------------------------------------- | ------------------------------------------------------- | ------------------------------------------------------- | ------------------------------------------------------- | ------------------------------------------------------- | ------------------------------------------------------- | ------------------------------------------------------- | ------------------------------------------------------- | ------------------------------------------------------- | ------------------------------------------------------- | ------------------------------------------------------- |
| 1896–1948 | nicht teilgenommen                                      | nicht teilgenommen                                      | nicht teilgenommen                                      | nicht teilgenommen                                      | nicht teilgenommen                                      | nicht teilgenommen                                      | nicht teilgenommen                                      | nicht teilgenommen                                      | nicht teilgenommen                                      | nicht teilgenommen                                      | nicht teilgenommen                                      | nicht teilgenommen                                      | nicht teilgenommen                                      | nicht teilgenommen                                      | nicht teilgenommen                                      | nicht teilgenommen                                      | nicht teilgenommen                                      | nicht teilgenommen                                      | nicht teilgenommen                                      | nicht teilgenommen                                      | nicht teilgenommen                                      |
| 1952–1988 | Teilnahme als Mitglieder der Mannschaft der Sowjetunion | Teilnahme als Mitglieder der Mannschaft der Sowjetunion | Teilnahme als Mitglieder der Mannschaft der Sowjetunion | Teilnahme als Mitglieder der Mannschaft der Sowjetunion | Teilnahme als Mitglieder der Mannschaft der Sowjetunion | Teilnahme als Mitglieder der Mannschaft der Sowjetunion | Teilnahme als Mitglieder der Mannschaft der Sowjetunion | Teilnahme als Mitglieder der Mannschaft der Sowjetunion | Teilnahme als Mitglieder der Mannschaft der Sowjetunion | Teilnahme als Mitglieder der Mannschaft der Sowjetunion | Teilnahme als Mitglieder der Mannschaft der Sowjetunion | Teilnahme als Mitglieder der Mannschaft der Sowjetunion | Teilnahme als Mitglieder der Mannschaft der Sowjetunion | Teilnahme als Mitglieder der Mannschaft der Sowjetunion | Teilnahme als Mitglieder der Mannschaft der Sowjetunion | Teilnahme als Mitglieder der Mannschaft der Sowjetunion | Teilnahme als Mitglieder der Mannschaft der Sowjetunion | Teilnahme als Mitglieder der Mannschaft der Sowjetunion | Teilnahme als Mitglieder der Mannschaft der Sowjetunion | Teilnahme als Mitglieder der Mannschaft der Sowjetunion | Teilnahme als Mitglieder der Mannschaft der Sowjetunion |
| 1992      | Teilnahme in der Olympiamannschaft des Vereinten Teams  | Teilnahme in der Olympiamannschaft des Vereinten Teams  | Teilnahme in der Olympiamannschaft des Vereinten Teams  | Teilnahme in der Olympiamannschaft des Vereinten Teams  | Teilnahme in der Olympiamannschaft des Vereinten Teams  | Teilnahme in der Olympiamannschaft des Vereinten Teams  | Teilnahme in der Olympiamannschaft des Vereinten Teams  | Teilnahme in der Olympiamannschaft des Vereinten Teams  | Teilnahme in der Olympiamannschaft des Vereinten Teams  | Teilnahme in der Olympiamannschaft des Vereinten Teams  | Teilnahme in der Olympiamannschaft des Vereinten Teams  | Teilnahme in der Olympiamannschaft des Vereinten Teams  | Teilnahme in der Olympiamannschaft des Vereinten Teams  | Teilnahme in der Olympiamannschaft des Vereinten Teams  | Teilnahme in der Olympiamannschaft des Vereinten Teams  | Teilnahme in der Olympiamannschaft des Vereinten Teams  | Teilnahme in der Olympiamannschaft des Vereinten Teams  | Teilnahme in der Olympiamannschaft des Vereinten Teams  | Teilnahme in der Olympiamannschaft des Vereinten Teams  | Teilnahme in der Olympiamannschaft des Vereinten Teams  | Teilnahme in der Olympiamannschaft des Vereinten Teams  |
| 1996      | 32                                                      | 30                                                      | 2                                                       | 4                                                       | 10                                                      | 1                                                       |                                                         | 2                                                       | 1                                                       | 8                                                       | 1                                                       | 1                                                       |                                                         | 1                                                       | 1                                                       | 2                                                       | 1                                                       | 1                                                       |                                                         | 2                                                       | 45                                                      |
| 2000      | 25                                                      | 23                                                      | 2                                                       | 3                                                       | 4                                                       | 1                                                       | 1                                                       | 3                                                       |                                                         | 8                                                       | 1                                                       | 2                                                       |                                                         | 1                                                       |                                                         | 1                                                       |                                                         |                                                         | 1                                                       | 1                                                       | 71                                                      |
| 2004      | 18                                                      | 16                                                      | 2                                                       | 1                                                       | 4                                                       | 1                                                       |                                                         | 2                                                       |                                                         | 7                                                       | 1                                                       | 1                                                       |                                                         | 1                                                       |                                                         |                                                         |                                                         |                                                         |                                                         |                                                         |                                                         |
| 2008      | 25                                                      | 23                                                      | 2                                                       | 4                                                       | 6                                                       | 2                                                       |                                                         | 2                                                       |                                                         | 9                                                       | 1                                                       | 1                                                       |                                                         |                                                         |                                                         |                                                         |                                                         | 1                                                       | 4                                                       | 5                                                       | 62                                                      |
| 2012      | 24                                                      | 20                                                      | 4                                                       | 1                                                       | 5                                                       | 2                                                       |                                                         | 4                                                       |                                                         | 7                                                       | 1                                                       | 2                                                       | 1                                                       |                                                         | 1                                                       |                                                         |                                                         | 1                                                       | 1                                                       | 2                                                       | 64                                                      |
| 2016      | 31                                                      | 24                                                      | 7                                                       | 5                                                       | 7                                                       | 1                                                       |                                                         | 5                                                       |                                                         | 8                                                       | 1                                                       | 1                                                       |                                                         |                                                         |                                                         |                                                         | 1                                                       | 3                                                       |                                                         | 4                                                       | 42                                                      |
| 2020      | 17                                                      | 14                                                      | 3                                                       | 3                                                       | 2                                                       | 1                                                       |                                                         | 1                                                       |                                                         | 6                                                       | 1                                                       | 2                                                       |                                                         |                                                         | 1                                                       |                                                         |                                                         | 2                                                       | 2                                                       | 4                                                       | 69                                                      |
| 2024      | 15                                                      | 13                                                      | 2                                                       | 1                                                       | 3                                                       |                                                         |                                                         | 1                                                       |                                                         | 5                                                       | 1                                                       | 2                                                       |                                                         |                                                         | 2                                                       |                                                         |                                                         | 3                                                       | 1                                                       | 4                                                       | 66                                                      |
| Gesamt    | Gesamt                                                  | Gesamt                                                  | Gesamt                                                  | Gesamt                                                  | Gesamt                                                  | Gesamt                                                  | Gesamt                                                  | Gesamt                                                  | Gesamt                                                  | Gesamt                                                  | Gesamt                                                  | Gesamt                                                  | Gesamt                                                  | Gesamt                                                  | Gesamt                                                  | Gesamt                                                  | 2                                                       | 11                                                      | 9                                                       | 22                                                      |                                                         |

### Winterspiele
| Jahr      | Athleten                                                | Athleten                                                | Athleten                                                | Sportarten                                              | Sportarten                                              | Sportarten                                              | Sportarten                                              | Sportarten                                              | Medaillen                                               | Medaillen                                               | Medaillen                                               | Medaillen                                               | Rang                                                    |
| Jahr      | ∑                                                       |                                                         |                                                         |                                                         |                                                         |                                                         |                                                         |                                                         |                                                         |                                                         |                                                         | Medaillen – Gesamt                                      | Rang                                                    |
| --------- | ------------------------------------------------------- | ------------------------------------------------------- | ------------------------------------------------------- | ------------------------------------------------------- | ------------------------------------------------------- | ------------------------------------------------------- | ------------------------------------------------------- | ------------------------------------------------------- | ------------------------------------------------------- | ------------------------------------------------------- | ------------------------------------------------------- | ------------------------------------------------------- | ------------------------------------------------------- |
| 1924–1948 | nicht teilgenommen                                      | nicht teilgenommen                                      | nicht teilgenommen                                      | nicht teilgenommen                                      | nicht teilgenommen                                      | nicht teilgenommen                                      | nicht teilgenommen                                      | nicht teilgenommen                                      | nicht teilgenommen                                      | nicht teilgenommen                                      | nicht teilgenommen                                      | nicht teilgenommen                                      | nicht teilgenommen                                      |
| 1952–1988 | Teilnahme als Mitglieder der Mannschaft der Sowjetunion | Teilnahme als Mitglieder der Mannschaft der Sowjetunion | Teilnahme als Mitglieder der Mannschaft der Sowjetunion | Teilnahme als Mitglieder der Mannschaft der Sowjetunion | Teilnahme als Mitglieder der Mannschaft der Sowjetunion | Teilnahme als Mitglieder der Mannschaft der Sowjetunion | Teilnahme als Mitglieder der Mannschaft der Sowjetunion | Teilnahme als Mitglieder der Mannschaft der Sowjetunion | Teilnahme als Mitglieder der Mannschaft der Sowjetunion | Teilnahme als Mitglieder der Mannschaft der Sowjetunion | Teilnahme als Mitglieder der Mannschaft der Sowjetunion | Teilnahme als Mitglieder der Mannschaft der Sowjetunion | Teilnahme als Mitglieder der Mannschaft der Sowjetunion |
| 1992      | Teilnahme in der Olympiamannschaft des Vereinten Teams  | Teilnahme in der Olympiamannschaft des Vereinten Teams  | Teilnahme in der Olympiamannschaft des Vereinten Teams  | Teilnahme in der Olympiamannschaft des Vereinten Teams  | Teilnahme in der Olympiamannschaft des Vereinten Teams  | Teilnahme in der Olympiamannschaft des Vereinten Teams  | Teilnahme in der Olympiamannschaft des Vereinten Teams  | Teilnahme in der Olympiamannschaft des Vereinten Teams  | Teilnahme in der Olympiamannschaft des Vereinten Teams  | Teilnahme in der Olympiamannschaft des Vereinten Teams  | Teilnahme in der Olympiamannschaft des Vereinten Teams  | Teilnahme in der Olympiamannschaft des Vereinten Teams  | Teilnahme in der Olympiamannschaft des Vereinten Teams  |
| 1994      | 2                                                       | 2                                                       | 0                                                       | 2                                                       |                                                         |                                                         |                                                         |                                                         |                                                         |                                                         |                                                         |                                                         |                                                         |
| 1998      | 7                                                       | 4                                                       | 3                                                       |                                                         | 4                                                       | 1                                                       | 1                                                       | 1                                                       |                                                         |                                                         |                                                         |                                                         |                                                         |
| 2002      | 9                                                       | 5                                                       | 4                                                       | 2                                                       | 3                                                       |                                                         | 2                                                       | 2                                                       |                                                         |                                                         |                                                         |                                                         |                                                         |
| 2006      | 5                                                       | 4                                                       | 1                                                       | 2                                                       | 3                                                       |                                                         | 2                                                       | 2                                                       |                                                         |                                                         |                                                         |                                                         |                                                         |
| 2010      | 4                                                       | 2                                                       | 2                                                       |                                                         |                                                         |                                                         | 2                                                       | 2                                                       |                                                         |                                                         |                                                         |                                                         |                                                         |
| 2014      | 4                                                       | 3                                                       | 1                                                       |                                                         |                                                         |                                                         | 1                                                       | 3                                                       |                                                         |                                                         |                                                         |                                                         |                                                         |
| 2018      | 3                                                       | 2                                                       | 1                                                       |                                                         |                                                         |                                                         | 1                                                       | 2                                                       |                                                         |                                                         |                                                         |                                                         |                                                         |
| 2022      | 6                                                       | 3                                                       | 3                                                       |                                                         | 2                                                       |                                                         | 1                                                       | 3                                                       |                                                         |                                                         |                                                         |                                                         |                                                         |
| Gesamt    | Gesamt                                                  | Gesamt                                                  | Gesamt                                                  | Gesamt                                                  | Gesamt                                                  | Gesamt                                                  | Gesamt                                                  | Gesamt                                                  | 0                                                       | 0                                                       | 0                                                       | 0                                                       |                                                         |

## Liste der Medaillengewinner

### Goldmedaillen
| Name             | Spiele              | Sportart | Disziplin                         | Anmerkung |
| ---------------- | ------------------- | -------- | --------------------------------- | --------- |
| Armen Nasarjan   | 1996 Atlanta        | Ringen   | Fliegengewicht griechisch-römisch |           |
| Artur Aleksanjan | 2016 Rio de Janeiro | Ringen   | Schwergewicht griechisch-römisch  |           |

### Silbermedaillen
| Name                      | Spiele              | Sportart     | Disziplin                                    | Anmerkung |
| ------------------------- | ------------------- | ------------ | -------------------------------------------- | --------- |
| Armen Mkrttschjan         | 1996 Atlanta        | Ringen       | Halbfliegengewicht Freistil                  |           |
| Tigran Wardan Martirosjan | 2008 Peking         | Gewichtheben | Halbschwergewicht                            |           |
| Arsen Dschulfalakjan      | 2012 London         | Ringen       | Mittelgewicht griechisch-römisch             |           |
| Mihran Harutjunjan        | 2016 Rio de Janeiro | Ringen       | Weltergewicht griechisch-römisch             |           |
| Simon Martirosjan         | 2016 Rio de Janeiro | Gewichtheben | Schwergewicht                                |           |
| Gor Minasjan              | 2016 Rio de Janeiro | Gewichtheben | Superschwergewicht                           |           |
| Artur Aleksanjan          | 2020 Tokio          | Ringen       | Männer, griechisch-römisch, Klasse bis 97 kg |           |
| Simon Martirosjan         | 2020 Tokio          | Gewichtheben | Männer, Klasse bis 109 kg                    |           |
| Artur Aleksanjan          | 2024 Paris          | Ringen       | Männer, griechisch-römisch, Klasse bis 97 kg |           |
| Artur Dawtjan             | 2024 Paris          | Turnen       | Männer, Sprung                               |           |
| Warasdat Lalajan          | 2024 Paris          | Gewichtheben | Männer, Klasse über 102 kg                   |           |

### Bronzemedaillen
| Name                | Spiele      | Sportart     | Disziplin                                    | Anmerkung |
| ------------------- | ----------- | ------------ | -------------------------------------------- | --------- |
| Arsen Melikjan      | 2000 Sydney | Gewichtheben | Mittelgewicht                                |           |
| Roman Amojan        | 2008 Peking | Ringen       | Federgewicht griechisch-römisch              |           |
| Juri Patrikejew     | 2008 Peking | Ringen       | Superschwergewicht griechisch-römisch        |           |
| Hratschik Jawachjan | 2008 Peking | Boxen        | Leichtgewicht                                |           |
| Geworg Dawtjan      | 2008 Peking | Gewichtheben | Mittelgewicht                                |           |
| Artur Aleksanjan    | 2012 London | Ringen       | Schwergewicht griechisch-römisch             |           |
| Howhannes Batschkow | 2020 Tokio  | Boxen        | Leichtgewicht bis 63 kg (Männer)             |           |
| Artur Dawtjan       | 2020 Tokio  | Turnen       | Sprung                                       |           |
| Malchas Amojan      | 2024 Paris  | Ringen       | Männer, griechisch-römisch, Klasse bis 77 kg |           |

## Medaillen nach Sportart
| Sportart     | Gold | Silber | Bronze | Gesamt |
| Ringen       | 2    | 5      | 4      | 11     |
| Gewichtheben | 0    | 5      | 2      | 7      |
| Turnen       | 0    | 1      | 1      | 2      |
| Boxen        | 0    | 0      | 2      | 2      |
| Gesamt       | 2    | 11     | 9      | 22     |